# Funny valentine
Espèce
Funny valentine est une espèce d'araignées aranéomorphes de la famille des Macrobunidae.

## Distribution
Cette espèce est endémique du Sichuan en Chine,. Elle se rencontre vers Kangding.

## Description
Le mâle holotype mesure 2,00 mm et la femelle paratype 2,21 mm.

## Systématique et taxinomie
Cette espèce a été décrite par Lin et Li en 2022.

## Publication originale
- Lin, Zhao, Koh & Li, 2022 : « Taxonomy notes on twenty-eight spider species (Arachnida: Araneae) from Asia. » Zoological Systematics, vol. 47, no 3, p. 198-270 (texte intégral).